# 湖南广播电视台电视节目列表
以下列出湖南广播电视台旗下各頻道播出中、以及曾播出過的所有常態播出的電視節目。
注：有关湖南卫视播出的节目及节目特色请参见湖南卫视节目列表，在此不作赘述。節目名稱前標有◇者，是完全外購自其他電視台之節目；節目名稱前標有◎者，為季播节目。

## 新聞節目

### 正在播出
| - 湖南经视 - 直播大事件 - 午间360° - 经视新闻 - 湖南都市 - 都市1时间 - 世界大不同 - 都市大直播 |

### 已停播
| - 湖南经视 - 经视财经 - 经视气象报道 - 经视周末 - 经济环线 - 经济视野 - 经视体育新闻 - IT新闻 - 娱乐新闻 - 环线周刊 - 体育周刊 - 经视新闻周刊 - 国际新闻周刊 - 奥运潜望镜 |

## 綜藝節目

### 正在播出
| 湖南经视 - 钟山说事 - 越策越开心 湖南娱乐 - 娱乐急先锋 - 完美拍档 - 321动起来 - 芒果超级家 金鹰卡通卫视 - 疯狂的麦咭 |

### 已停播
| 湖南经视 - 男孩与女孩 - 幸运3721 - 真情对对碰 - 南北笑星火辣辣 - 艺能连环炮 - ◎明星学院 - 娜可不一样 - ◎五年级救助队 - ◎智慧家庭救助队 - ◎奥运向前冲 - ◎快乐2008 - ◎听说很好看 - Fun4娱乐 - 故事会 - ◎一生一世合家欢 - ◎时尚味私理 - ◎白日梦工厂 - ◎争分夺秒 - 艺术玩家 - ◎快乐向前冲 - ◎快活美美向前冲 - ◎玩剧总动员 - ◎玩美周末 - ◎我最达人 - ◎魔幻达人 - 幸福来敲门 - 保姆摇摇铃 湖南娱乐 - 超级秘密 - 我不同意 - 无敌一号 - 好女人 - 单身厨房 - 完全生活手册 - 大城小爱 - 快乐相伴 - 好奇大调查 - 职场大民星 - ◎星姐 - ◎心想秀成 |

## 少兒節目

### 正在播出
- 飞行幼乐园
- 玩名堂
- 宝贝超萌说
- 童趣大冒险
- 超能一家人

### 已停播
- 飞行家族酷乐园
- 妈妈智慧王
- 超级大头脑
- 妙想总动员
- 快乐蓝猫CPU
- 宝贝我爱你
- 开心派乐多
- 飞行点点名
- 课本剧大赛
- 飞行故事屋
- 开心吧
- 有味童年
- 童趣大冒险
- 中国新声代
- 童心撞地球
- ◎英语大赢家
- ◎宝贝GO

## 歌唱、音樂節目

### 正在播出
- 超级女声（网综）
- 快乐男声（网综）
- 歌手
- 我想和你唱

### 已停播
- 挑战麦克风
- 花儿朵朵